# Paolo und Vittorio Taviani

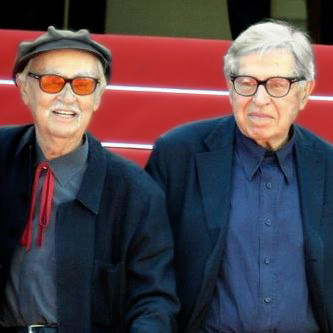
Vittorio (links) und Paolo Taviani (2015)

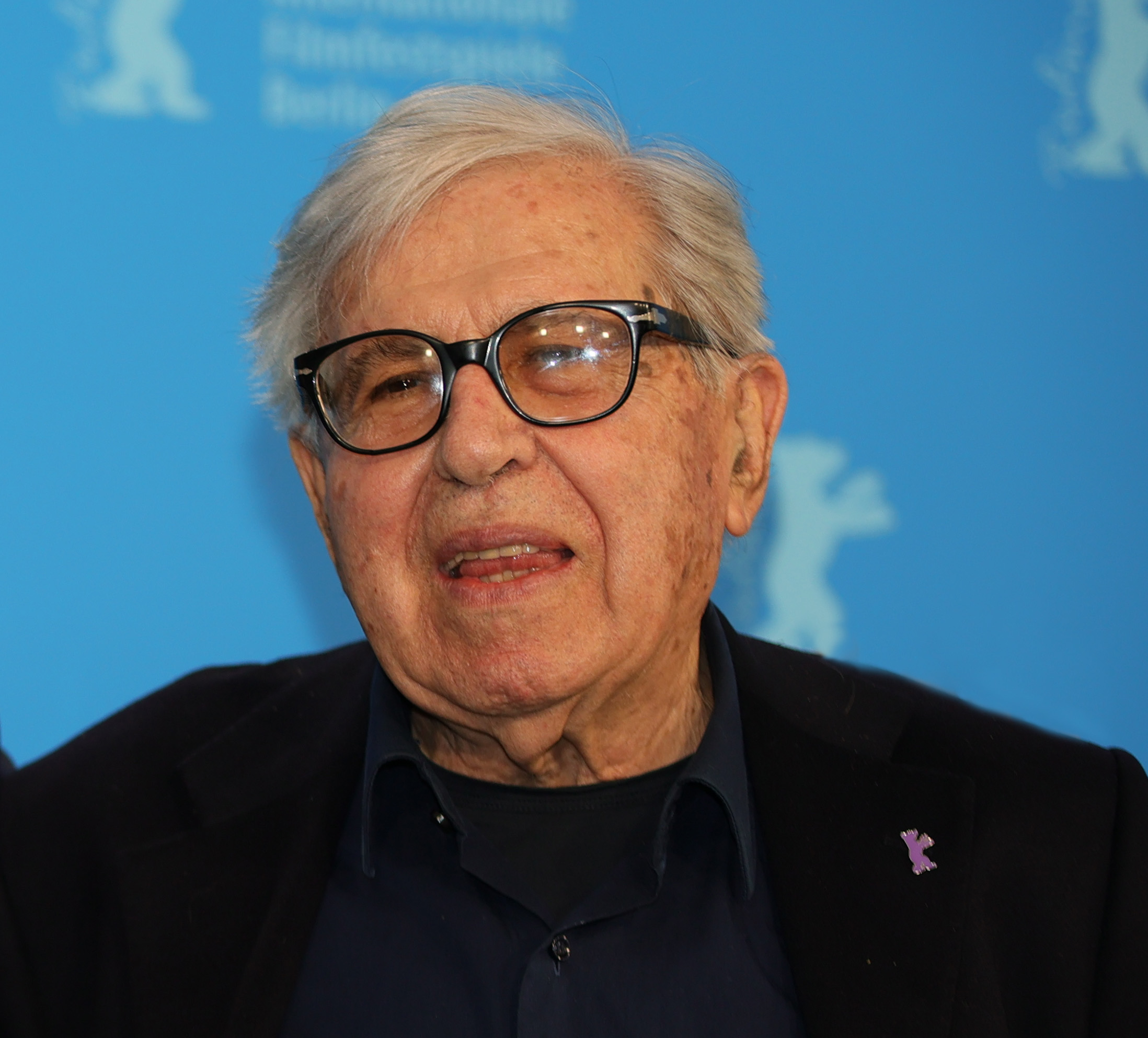
Paolo Taviani, Berlinale 2022

Paolo Taviani (* 8. November 1931 in San Miniato, Italien; † 29. Februar 2024 in Rom) und Vittorio Taviani (* 20. September 1929 in San Miniato, Italien; † 15. April 2018 in Rom) waren italienische Filmregisseure. Sie arbeiteten stets zusammen und haben in ihrer Karriere gemeinsam 57 Filmpreise gewonnen.

## Leben
Paolo Taviani studierte Kunst und Vittorio Taviani Jura an der Universität Pisa. Vittorio Taviani beendet sein Studium nicht. 1954 debütierten sie als Regisseure mit einem vom Stil Roberto Rossellinis beeinflussten Kurzfilm.
Ihr erster unabhängiger gemeinsamer Film war 1967 I sovversivi (Die Subversiven), in dem die Ereignisse des Jahres 1968 vorweggenommen wurden. International bekannt wurden die Brüder Taviani durch ihre Spielfilme Allonsanfan (1974, mit Marcello Mastroianni und Lea Massari) und Padre Padrone – Mein Vater, mein Herr (1977, nach einem Roman von Gavino Ledda), der die Goldene Palme bei den Filmfestspielen von Cannes gewann. 1982 erzählten sie in dem Spielfilm Die Nacht von San Lorenzo eine Episode aus dem Widerstandskampf der Resistenza gegen die faschistische Miliz im Jahr 1944. Mit absurder Komik wird gezeigt, wie junge Männer eines Dorfes sich in zwei Lager spalten und schließlich aufeinander schießen müssen.
Im Jahr 2012 gewannen die Brüder Taviani für Cäsar muss sterben den Goldenen Bären der 62. Internationalen Filmfestspiele Berlin. Für diesen Film hatten sie während sechs Monaten Häftlinge in einem Hochsicherheitstrakt des Gefängnisses Rebibbia in Rom mit der Kamera begleitet, die eine Aufführung des Shakespeare-Schauspiels Julius Cäsar probten.
Im April 2018 starb Vittorio Taviani nach langer Krankheit im Alter von 88 Jahren in Rom.
Den Film Eine private Angelegenheit (2018) inszenierte Paolo Taviani ohne seinen Bruder, beide zeichneten aber noch für das Drehbuch verantwortlich. Im Jahr 2022 stellte Paolo Taviani den Spielfilm Leonora addio fertig, der eine Einladung in den Wettbewerb der Berlinale erhielt.
Paolo Taviani starb am 29. Februar 2024 im Alter von 92 Jahren nach kurzer Krankheit in Rom.

## Filmografie
- 1954: San Miniato, luglio ’44 (Kurzfilm)
- 1962: Gebrandmarkt (Un uomo da bruciare)
- 1967: Die Subversiven (I sovversivi)
- 1971: Der Aufstand des Giulio Manieri (San Michele aveva un gallo)
- 1974: Allonsanfan (Allonsanfàn)
- 1977: Padre Padrone – Mein Vater, mein Herr (Padre, padrone)
- 1979: Die Wiese (Il prato)
- 1982: Die Nacht von San Lorenzo (La notte di San Lorenzo)
- 1984: Kaos
- 1987: Good Morning, Babylon (Good Morning, Babylonia)
- 1989: Nachtsonne (Il sole anche di notte)
- 1992: Fiorile
- 1996: Wahlverwandtschaften (Le affinità elettive)
- 2001: Die Auferstehung (Resurrezione)
- 2004: Luisa Sanfelice
- 2007: Das Haus der Lerchen (La Masseria delle allodole)
- 2012: Cäsar muss sterben (Cesare deve morire)[3]
- 2015: Das Dekamerone (Maraviglioso Boccaccio)
- 2018: Eine private Angelegenheit (Una questione privata)
- 2022: Leonora addio